# Jorge Pascual Medina
Jorge Pascual Medina (nascut el 9 d'abril de 2003) és un futbolista andalús que juga com a davanter al Granada CF.

## Carrera de club
Nascut a Almeria, Andalusia, Pascual és un producte juvenil dels equips locals CD Oriente i UD Almería. Es va incorporar a les categories inferiors del Vila-real CF el 2015, i després va ser assignat a l'equip filial CD Roda i al Submarí Groc durant les següents cinc temporades.
Pascual va debutar com a sènior amb l'equip C a la Tercera Divisió, però el seu desenvolupament es va endarrerir per un esquinç de genoll el 2022. El 23 de febrer de 2023 va signar un contracte professional amb el Villarreal fins al 2026.
El 9 de març de 2023, abans d'haver jugat amb el filial, Pascual va debutar professionalment amb el Vila-real en un empat 1-1 a la Lliga Conferència de la UEFA contra el RSC Anderlecht.  Va debutar a la Lliga el 24 de maig, en una victòria per 2-0 a casa contra el Cádiz CF, i va marcar el seu primer gol a la categoria el 4 de juny, aconseguint l'empat a l'últim minut en un empat 2-2 a casa contra l'Atlètic de Madrid.
Després de passar la temporada 2023-24 amb el filial a Segona Divisió, Pascual va ser cedit a l'equip de lliga SD Eibar el 6 de juliol de 2024 per un any.

## Carrera internacional
Pascual és internacional juvenil amb la selecció espanyola sub-16 el 2019. El gener del 2022 va ser convocat amb la selecció espanyola sub-19.

## Estil de joc
En Pascual és un davanter esquerrà que ajuda a crear molts gols. Es posiciona bé, és fort i xuta amb potència. És capaç de xutar bé amb els dos peus i té una bona rematada de cap.